# Belisana wau
Belisana wau är en spindelart som beskrevs av Huber 2005. Belisana wau ingår i släktet Belisana och familjen dallerspindlar. Inga underarter finns listade.